# Електрозаводська (станція метро, Кривий Ріг)
47°59′43″ пн. ш. 33°29′32″ сх. д. / 47.9953° пн. ш. 33.4923° сх. д.
«Електрозаводська» — станція Криворізького метро. Відкрита 27 травня 2000 року. Приймає маршрути 2М 3М 4М.

## Опис
Транзитний рух на перегоні «Індустріальна — Зарічна» було відкрито 25 жовтня 1999 року, а «Електрозаводську» добудовували ще більше півроку. Вона стала четвертою підземною станцією Криворізького ШТ. Конструктивно нагадує станцію «Вечірній бульвар»: Колонна станція мілкого закладення з кроком 6 метрів. 16 з 18 колон стилізовані під арки.  
Над станцією розташований наземний вестибюль з касами і турнікетами, який сходами з'єднаний з платформами станції. В сторону «Вовнопрядильної» відразу за межею платформи починається тунель, а в сторону «Зарічної» — по обидві боки колійного тунелю розташовані БТП і СТП. Відразу за платформою колійний тунель відокремлений п'ятьма колонами, потім близько 50 метрів прямує єдиний нерозділений двоколійний тунель під загальним перекриттям, після чого трансформується у два одноколійних тунелі. Весь комплекс станції й прилеглих до неї тунелів звели відкритим способом.
Наземний вестибюль оздоблений пластиком і має вихід до зупинок наземного транспорту. Поруч із станцією розташована південна частина мікрорайону Зарічний.